# Кизилординська ТЕЦ
44°51′56″ пн. ш. 65°27′25″ сх. д. / 44.86556° пн. ш. 65.45694° сх. д.
Кизилординська ТЕЦ — теплова електростанція на півдні Казахстану. Певний час була відома як Кизилординська ТЕЦ-6.
Перша черга ТЕЦ, яка первісно рахувалась як енергетичний цех целюлозно-паперового комбінату, стала до ладу в 1964—1968 роках та мала п'ять парових котлів Подільського котельного заводу типу ПК-20-2 продуктивністю по 110 тонн пари на годину (станційні номери 1 — 5) та чотири турбіни від Калузького турбінного заводу — дві типу ПТ-12-90/10 потужністю по 12 МВт (станційні номери 1 та 2) та дві типу ПТ-25-90/10 потужністю по 25 МВт (номери 3 та 4). Їх доповнювали два генератори від Харківського електромеханічного заводу типу Т2-12-2 та два від Лисьвенського турбогенераторного заводу типу ТВС-30-2.
В 1974—1977 роках стала до ладу друга черга, що мала три парові котли Барнаульського котельного заводу типу БКЗ-180-100-1 продуктивністю по 180 тонн пари на годину (станційні номери 6 — 8) та дві турбіни від Ленінградського металічного заводу типу Т-42/50-90-3 потужністю по 42 МВт (номери 5 та 6). У складі турбоагрегатів також працювали два генератори від Новосибірського турбогенераторного заводу — по одному типів ТВФ-60-2 та ТВФ-63-2.
У 1989-му на майданчику ТЕЦ запустили ще один котел типу БКЗ-180-100-1 (станційний номер 9).
В 1991—2001 роках через знос вивели з експлуатації більшість обладнання — котли 1 — 5, 7 та 8, а також турбіни 1,2, 4 та 5. В той же час, у 1998-му турбіну зі станційним номером 3 замінили на нову того ж типу та від того ж виробника. В 2014-му турбоагрегат номер 3 також отримав новий генератор від компанії Елсіб типу ТФ-32-2У2. Також в якийсь момент котли зі станційними номерами 6 та 9 довели до рівня Е-220-540-9,8 продуктивністю по 220 тонн пари на годину.
У 2005-му станцію доповнили газотурбінною чергою, яка має три установки від миколаївського заводу «Зорямашпроект» типу ДЖ-59ЛЗ потужністю по 15,4 МВт. Генератори ТС-20-2УЗ постачив лисьвеньский завод «Привод». Відпрацьовані турбінами гази живлять три котли-утилізатори від «Южтрансенерго», що здатні продукувати по 20 Гкал/год (а за умови використання додаткових пальників — по 30 Гкал/год).
Таким чином, загальна електрична потужність ТЕЦ досягнула 113 МВт (парові турбіни 67 МВт, газові турбіни 46 МВт) при тепловій потужності 271 Гкал/год.
В 2022-му оголосили про укладання угоди на спорудження на території Кизилординської ТЕЦ парогазової установки комбінованого циклу з електричною потужністю 240 МВт та тепловою потужністю 277 Гкал/год.
Первісно ТЕЦ була розрахована на споживання бурого вугілля Ангренського родовища. В 1998-му діючі котли № 6 та № 9 перевели на мазут, а з 2008/2009 вони також можуть використовувати газ, що надходить по трубопроводу Акшабулак — Кизилорда (а з другої половини 2010-х — також по газопроводу Бейнеу — Бозой — Шимкент). Газотурбінні установки одразу були розраховані на використання блакитного палива.
Видача електроенергії відбувається по ЛЕП, що працюють під напругою 35 кВ, 110 кВ та 220 кВ.
В 2017-му під час демонтажу димаря заввишки 80 метрів, який не використовувався з 2002 року, стався інцидент, унаслідок якого загинуло кілька осіб.